# The Ellen DeGeneres Show
The Ellen DeGeneres Show (röviden Ellen) egy 2003. szeptember 8. és 2022. május 26. között futó televíziós talkshow volt, melynek házigazdája maga Ellen DeGeneres. A naponta jelentkező műsor több részből áll össze. Minden rész egy úgynevezett monológgal kezdődik, amiben Ellen az aktuális hírekről beszél, vagy akár teljesen véletlenszerűen választott témákat ad elő saját stílusában (Ellen tett már rá utalást, hogy az öltözőjében van egy tál, ami tele van papír cetlikkel, amikre különböző témák vannak leírva és ezekből húz egyet, ha nem lenne más ötlete a monológokhoz). A műsor fő attrakciója természetesen a sztárvendégekkel való beszélgetés ám, hogy ne minden csak a hírességekről szóljon, Ellen előszeretettel vonja be közönségét a műsorba, ilyenkor általában egy-egy közismert játékot kell játszaniuk a versenyzőknek ’Ellen-módra’ – vagyis valamiben majdnem mindig eltér a játék a megszokottól - és a nyertes (de legtöbbször a vesztes fél is) értékes ajándékokkal térhet haza. 2019-ben bejelentették, hogy a szériát 2022-ig meghosszabbítják.
Az epizódok legjobb részletei a TheEllenShow Youtube csatornára is felkerülnek, mely benne van a Youtube 30 legtöbb feliratkozóval rendelkező csatornája között.
A show 2019-ig 61 Daytime Emmy díjat nyert el, köztük a legjobb talk show-nak illetve a legjobb talk show házigazdának járó díjakat is. Ellen DeGeneres 14-szer nyerte el a People's Choice Award legjobb televíziós házigazdájának járó díját a műsorért, ezzel együtt összesen 21-szer díjazták az eseményen különböző kategóriákban, amivel a People's Choice Award csúcstartója a legtöbbször díjazott személyek körében.